# Spaniocelyphus janthinus
Spaniocelyphus janthinus är en tvåvingeart som beskrevs av Vanschuytbroeck 1952. Spaniocelyphus janthinus ingår i släktet Spaniocelyphus och familjen Celyphidae. Inga underarter finns listade i Catalogue of Life.